# Storena colossea
Espèce
Storena colossea est une espèce d'araignées aranéomorphes de la famille des Zodariidae.

## Distribution
Cette espèce est endémique de l'île Lord Howe à l'Est de l'Australie.

## Description
Le mâle décrit par Jocqué et Baehr en 1995 mesure 12,40 mm et la femelle 12,50 mm.

## Publication originale
- Rainbow, 1920 : Arachnida from Lord Howe and Norfolk Islands. Records of the South Australian Museum, vol. 1, p. 229-272 (texte intégral).